# Ernest Mabouka
Ernest Mabouka, né le 16 juin 1988 à Douala, est un footballeur international camerounais qui évolue au poste d'arrière droit.

## Biographie

### En équipe nationale
Ernest Mabouka joue son premier match en équipe du Cameroun le 5 janvier 2017, contre la République démocratique du Congo (victoire 2-0), lors d'un match amical de préparation à la  Coupe d'Afrique des nations 2017, pour laquelle il est sélectionné.

## Palmarès
Avec le MŠK Žilina
- Champion de Slovaquie en 2012 et 2017
- Vainqueur de la Coupe de Slovaquie en 2012

Champion d'Israël 2020-2021 avec le Maccabi Haïfa

### En sélection
Champion de la Coupe d'Afrique des nations de football 2017 avec le Cameroun.

## Statistiques
Le tableau ci-dessous récapitule les statistiques d'Ernest Mabouka lors de sa carrière professionnelle en club :
| Saison                | Club                  | Championnat           | Championnat | Championnat | Coupe(s) nationale(s) | Coupe(s) nationale(s) | Compétition(s) continentale(s) | Compétition(s) continentale(s) | Compétition(s) continentale(s) | Total | Total |
| Saison                | Club                  | Division              | M.          | B.          | M.                    | B.                    | Comp.                          | M.                             | B.                             | M.    | B.    |
| 2010-2011             | MŠK Žilina            | 1                     | 10          | 0           | 4                     | 0                     | -                              | -                              | -                              | 14    | 0     |
| 2011-2012             | MŠK Žilina            | 1                     | 27          | 0           | 7                     | 0                     | -                              | -                              | -                              | 34    | 0     |
| 2012-2013             | MŠK Žilina            | 1                     | 22          | 0           | 5                     | 0                     | C1                             | 2                              | 0                              | 29    | 0     |
| 2013-2014             | MŠK Žilina            | 1                     | 31          | 2           | 4                     | 0                     | C3                             | 6                              | 0                              | 41    | 2     |
| 2014-2015             | MŠK Žilina            | 1                     | 30          | 0           | 3                     | 0                     | -                              | -                              | -                              | 33    | 0     |
| 2015-2016             | MŠK Žilina            | 1                     | 19          | 2           | 4                     | 1                     | C3                             | 7                              | 0                              | 30    | 3     |
| 2016-2017             | MŠK Žilina            | 1                     | 18          | 0           | 2                     | 0                     | -                              | -                              | -                              | 20    | 0     |
| Total sur la carrière | Total sur la carrière | Total sur la carrière | 157         | 4           | 29                    | 1                     | -                              | 15                             | 0                              | 201   | 5     |